# Twierdzenie Bernsteina o letargu
Twierdzenie Bernsteina o letargu – twierdzenie teorii aproksymacji udowodnione przez Siergieja Bernsteina mówiące o szybkości zbieżności ciągu przybliżeń.

## Sformułowanie
Niech {\displaystyle V_{1}\subset V_{2}\subset \ldots } będzie wstępującym ciągiem różnych, skończenie wymiarowych podprzestrzeni liniowych przestrzeni Banacha {\displaystyle X} nad ciałem {\displaystyle \mathbb {R} } lub {\displaystyle \mathbb {C} .} Wtedy dla dowolnego ciągu {\displaystyle \epsilon _{1}\geqslant \epsilon _{2}\geqslant \ldots } liczb nieujemnych zbieżnego do zera istnieje element {\displaystyle x\in X,} taki że dla każdego {\displaystyle n}
{\displaystyle dist(x,V_{n}):=\inf\{\|x-v\|:v\in V_{n}\}=\epsilon _{n}.}

## Aproksymacja wielomianami
Zgodnie z twierdzeniem Stone’a-Weierstrassa dowolną funkcję ciągłą można przybliżać wielomianami z dowolną dokładnością. Twierdzenie o letargu mówi, że dokładność tych przybliżeń wraz ze wzrostem stopnia wielomianu przybliżającego może zmieniać się dowolnie wolno. Aby uzyskać szybką zbieżność konieczne jest jakieś założenie o regularności funkcji.